# Singgit
Singgit is een bestuurslaag in het regentschap Tulungagung van de provincie Oost-Java, Indonesië. Singgit telt 796 inwoners (volkstelling 2010).